# Pethő Zsuzsanna (kézilabdázó)
Pethő Zsuzsanna, Kézi Lászlóné (Bakonybánk, 1945. május 14. – Tata, 2021. május 18.) olimpiai és világbajnoki bronzérmes kézilabdázó.

## Pályafutása
Pethő Zsuzsanna 1945. május 14-én született Bakonybánkon. 1964 és 1978 között a Tatabányai Bányász kézilabdázója volt. A magyar válogatottban 75 mérkőzésen lépett pályára, amellyel egy világbajnoki (1975) és egy olimpiai (1976) bronzérmet szerzett. 